# Ioan Amarie
Ioan Amarie este un procuror român.
A absolvit Facultatea de Drept din cadrul Universității București în 1975, a fost prim-procuror al Parchetului Judecătoriei Dorohoi (1992-1999),
iar în 1999 a fost ales pentru funcția de procuror general al Parchetului Curții de Apel Suceava.
În anul 2002, a fost numit șef al nou înființatului Parchet Național Anticorupție (PNA).
„He comes from nowhere” – a fost caracterizarea sumară, pe care i-au făcut-o experții anticorupție europeni la acel moment.
A fost și membru al Consiliului Superior al Magistraturii (CSM) până în februarie 2005.
În anul 1994, fiind la volan, a accidentat mortal o femeie, dar a fost scos de sub urmărirea penală pe motiv că „șoferul a fost în imposibilitatea de a observa intenția victimei, din cauza obturării câmpului vizual”.
În august 2011, Ioan Amarie a fost cercetat pentru ucidere din culpă în legătură cu un accident rutier în urma căruia au murit două persoane.
Fratele lui, Constantin Amarie, a fost deputat din partea PSD.